# Kuhscheibe
Die Kuhscheibe, auch Kuhscheibenspitz genannt (3189 m ü. A.), ist ein im Winter häufig besuchter Gipfel des Sulztalkamms in den westlichen Stubaier Alpen in Tirol. Der Berg ist nordwestlich der Wilden Leck (3361 m) vorgelagert. In der Nordflanke des Berges befindet sich der Roßkarferner, unterhalb des Verbindungsgrats zur Zahmen Leck (3226 m) liegt südöstlich der Kuhscheibenferner. Dem Hauptgipfel, der ein Gipfelkreuz trägt, ist nordwestlich ein weiterer, nur zwei Meter niedrigerer Gipfel vorgelagert.

## Anstieg
Der einfachste Anstieg führt von der Amberger Hütte zunächst etwa 20 Minuten südwärts hinein ins Sulztal, dann bei einem Wegweiser westwärts hinauf ins Roßkar und weiter in Richtung des Atterkarjöchl. Auf einer Höhe von etwa 2680 m, wiederum bei einem Wegweiser, zweigt der Anstiegsweg zur Kuhscheibe nach Süden ab. Nun geht es in einer steilen Rinne hinauf zum Roßkarferner, wobei hier unter dem mittlerweile vorherrschenden Schutt noch Eis anzutreffen ist. Schließlich geht es über den recht harmlosen Roßkarferner zu einer Einschartung westlich des Gipfels und von dort kurz über Blockwerk auf den höchsten Punkt. Der Weg ist bis zum Roßkarferner markiert, von der Amberger Hütte sind etwa 3½ Stunden zu veranschlagen.